# Emanuel Nguyễn Văn Triệu
Svatý Emanuel Nguyễn Văn Triệu (asi 1756, Thợ Đúc – 17. září 1798, Bãi Dâu) byl vietnamský římskokatolický kněz a mučedník.

## Život
Narodil se asi roku 1756 v Thợ Đúc (dnešní Hue).
V raném dětství osiřel a žil jen se svou matkou. V roce 1771 vstoupil do armády. Když mu bylo 30 let, odešel z armády a rozhodl se pro duchovní život. Ze začátku spolupracoval s jezuity a poté vstoupil do semináře vedeném Společenstvím zahraničních misií v Paříži. Roku 1793 přijal kněžské svěcení.
Ve Vietnamu byl vydán královský dekret rozhodující o pronásledování křesťanů. V červenci byl otec Emanuel zatčen a 17. září byl odsouzen k smrti a umučen.
Dne 19. června 1988 jej papež sv. Jan Pavel II. svatořečil ve skupině 117 vietnamských mučedníků.